# Ancona della Passione
L'Ancona della Passione è un polittico marmoreo commissionato da Gian Galeazzo Visconti, collocato sull'altare maggiore della basilica di Sant'Eustorgio a Milano. 

## Storia
Le tre fonti domenicane che possediamo sulla basilica di sant'Eustorgio, a partire dalla più antica di Gasparo Bugati scritta negli ultimi decenni del XVI secolo, affermano che l'ancona fu commissionata dal duca Gian Galeazzo Visconti senza tuttavia mai essere terminata secondo il disegno prefissato. Questo dato ha portato la critica ad avere delle difficoltà soprattutto per l'identificazione delle statue di coronamento e delle figure angolari. Altro problema riscontrato è una certa discontinuità formale tra le scene, evidente soprattutto per la Crocifissione e nella Preghiera nell'orto attribuiti per via stilistica a Jacopino da Tradate. Il primo a tentare un'attribuzione è Giuseppe Mongeri nel suo L'arte in Milano pubblicato nel 1872. Avvicina l'opera a Giovannino de' Grassi, facendo tuttavia confusione con Giacomo da Campione, scultore della sovrapporta della Sagrestia aquilonare del Duomo di Milano. L'accostamento, però, a Giovannino è idea che piace alla critica successiva, ben disposta a riprendere il suo nome fino a quando nel 1944 Costantino Baroni cambia direzione, notando che i rilievi dell'Ancona si avvicinano volentieri a certi codici miniati di commissione viscontea. A oggi, non è stato ancora identificato l'autore né del progetto del polittico né degli esecutori, per certo almeno tre, tra cui Jacopino da Tradate. 

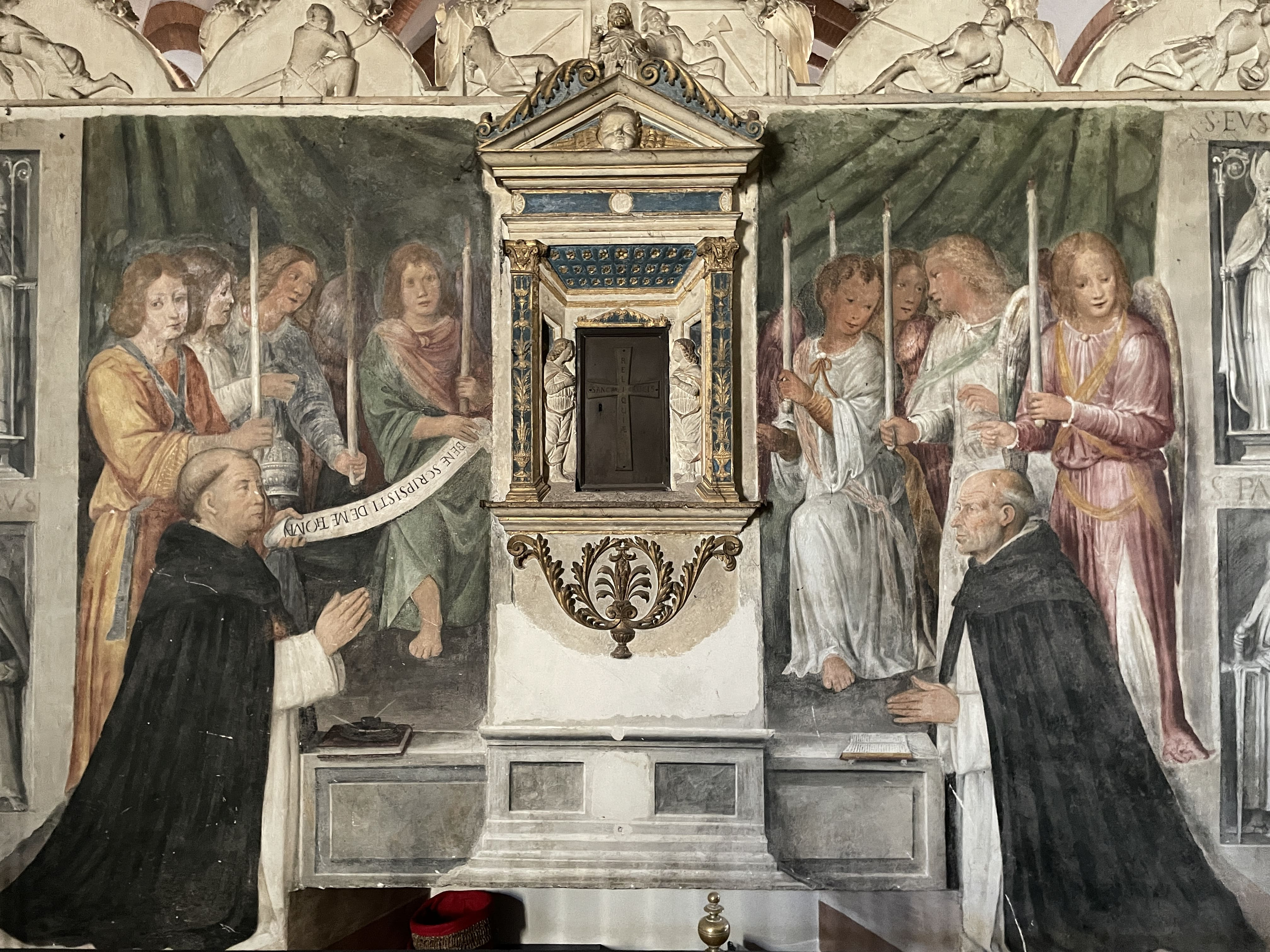
Pittore lombardo, Tommaso d'Aquino, sulla destra, e fra Donato da Barlassina, sulla sinistra, in adorazione (1537-1540)

## Descrizione
L'opera è costituita da un'intelaiatura architettonica che racchiude, tra colonne tortili al primo registro e cuspidi con capitelli al secondo registro, nove scene della Passione di Cristo. Sono da leggersi partendo dalla lastra in basso a sinistra con la Preghiera nell'orto proseguendo, poi, a destra fino alla Flagellazione di Gesù, per tornare ancora sulla sinistra ma al secondo registro con Pilato si lava le mani e Cristo deriso, nella stessa lastra. Ai quattro angoli sono presenti statue di apostoli, di cui solo un san Pietro e un san Paolo facilmente identificabili, mentre gli altri due sono più difficilmente riconoscibili. A coronamento sono poste statue tra loro incoerenti, ancora prive di chiara identificazione. Sul retro è presente un affresco di scuola di Bernardino Luini commissionato da fra Donato da Barlassina nel 1537. Le conchiglie, di reimpiego, presentano sul retro dei bassorilievi raffiguranti soldati dormienti. 

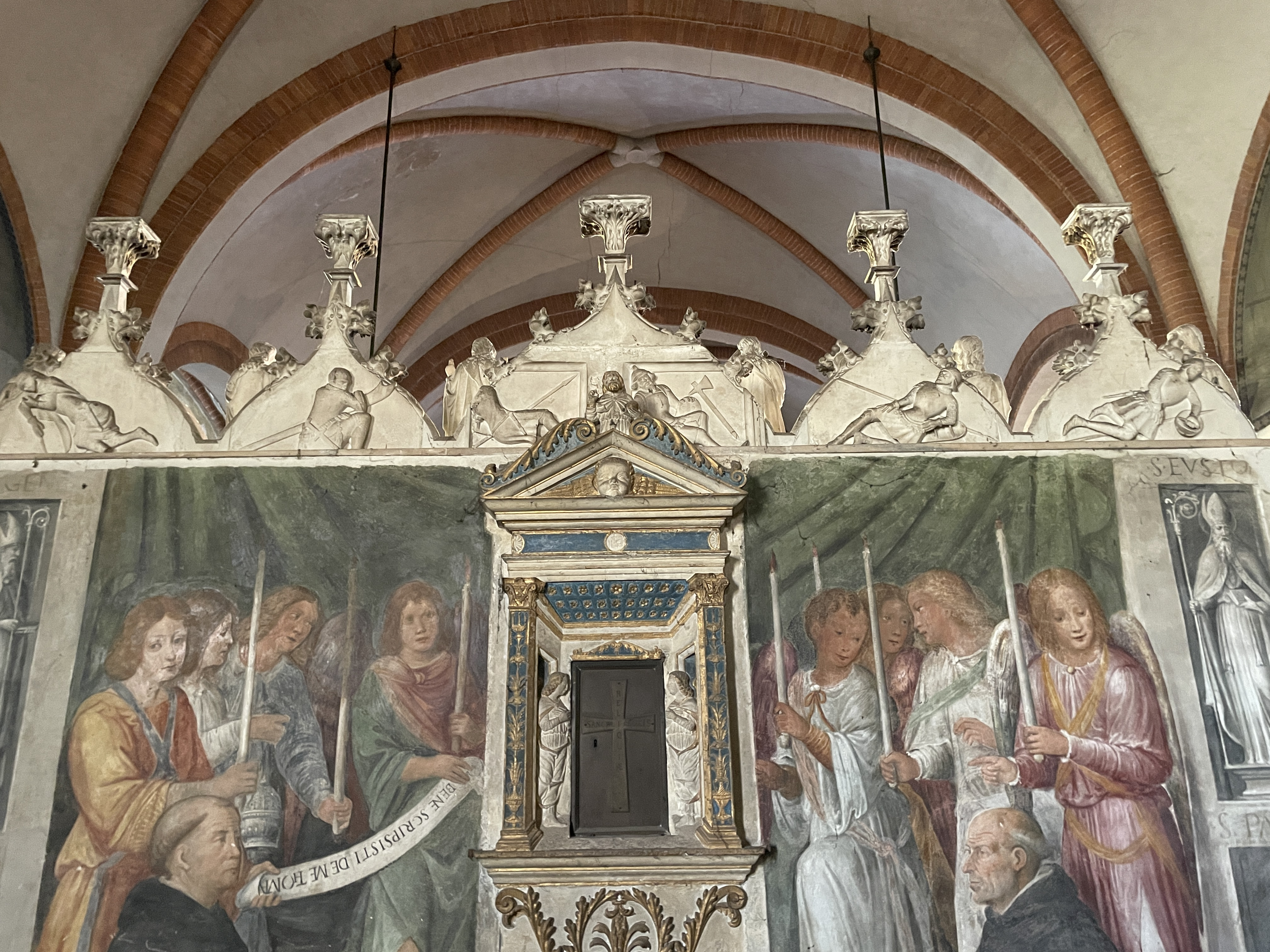
Bassorilievi raffiguranti soldati dormienti

### Elenco delle scene
Il polittico è composto da nove lastre raffiguranti, partendo dal basso a sinistra, in ordine antiorario:
- Preghiera di Cristo nell'orto (attr. Jacopino da Tradate)[11]
- Bacio di Giuda
- Crocifissione (attr. Jacopino da Tradate), su due registri
- Cristo davanti a Caifa
- Flagellazione
- Discesa al Limbo
- Compianto sul Cristo morto
- Salita al Calvario
- Pilato si lava le mani e Cristo deriso

Ai quattro angoli sono disposti quattro figure probabilmente di apostoli che rappresentano:
- san Matteo (?),  a sinistra del primo registro
- san Pietro, a sinistra del secondo registro
- san Giovanni (?), a destra del primo registro
- san Paolo, a destra del secondo registro

Al di sopra dei due registri, sono situate statue di coronamento discordanti dall'insieme e non immediatamente identificabili nei confronti dell'ancona. Sembrano riconoscersi le fattezze di un Cristo benedicente, un Cristo vessillifero, un Profeta, tre Angeli reggilume, di cui uno stilisticamente differente dagli altri due.